# 阿尔米拉·斯克里普琴科
阿尔米拉·斯克里普琴科（Almira Skripchenko，1976年2月17日—），法国女子国际象棋棋手，国际大师、女子特级大师。
斯克里普琴科出生于摩尔多瓦，6岁起开始学棋。1992年，她获得世界国际象棋女子16岁组冠军。
1997年，斯克里普琴科与法国国际象棋特级大师若埃尔·洛捷结婚后前往法国定居。两人于2002年离婚，不过她获得了法国国籍并继续在法国居住。2007年，她与另一位法国特级大师洛朗·弗雷西内结婚。
斯克里普琴科于2001年夺得欧洲国际象棋女子个人冠军。她还是2004年、2005年、2006年、2010年、2012年、2015年六度法国国际象棋女子冠军。
除国际象棋之外，斯克里普琴科还是一位德州扑克选手，参加过世界扑克大赛、世界扑克巡回赛等比赛，获得过超过250,000美元的奖金。同时，她亦是一位将棋棋手。